# Thành Cung Hoàng hậu
Thành Cung Hoàng hậu (chữ Hán: 成恭皇后; ? - 1167), là kế thất nhưng lại là Hoàng hậu đầu tiên của Tống Hiếu Tông Triệu Bá Tông.

## Tiểu sử
Thành Cung Hoàng hậu có họ Hạ (夏氏), nguyên quán ở Nghi Xuân, Viên Châu, là con gái của Hạ Hiệp (夏协) và là chắt của Hạ Linh Cát (夏令吉), người đứng đầu Cát Thủy huyện.
Gia cảnh nhà họ Hạ bần cùng, cha bà phải nương tựa nhà chùa để có nơi ăn chốn mặc. Bà nhập cung làm cung nữ hầu hạ cho Thọ Thánh Hoàng thái hậu, nhanh chóng được Tống Hiếu Tông chú ý và sủng hạnh.
Sau khi Thành Mục Hoàng hậu qua đời (1156), bà được Thọ Thánh Hoàng thái hậu lập làm Tề An Quận phu nhân (齊安郡夫人). Tống Hiếu Tông lên ngôi sắc phong bà làm Hiền phi (賢妃), không lâu sau tấn phong làm Hoàng hậu. Năm Can Đạo thứ 2 (1166), vì bà lên ngôi Hoàng hậu, cả nhà bà được mười mấy người thụ quan, bổng chốc hiển quý.
Năm Can Đạo thứ 3 (1167), ngày 25 tháng 6 âm lịch, Hạ Hoàng hậu qua đời, không rõ bao nhiêu tuổi. Tống Hiếu Tông truy phong là An Cung Hoàng hậu (安恭皇后). Thời Tống Ninh Tông được cải thuỵ là Thành Cung Hoàng hậu (成恭皇后). Sử sách không ghi chép bà có với Tống Hiếu Tông một người con nào hay không.